# Antoine Dousse
Antoine Dousse (* 16. Juni 1924 in Fribourg; † 7. Januar 2006 in Billens, Kanton Freiburg) war ein Schweizer Buchhändler, Gymnasiallehrer und Schriftsteller.

## Leben
Antoine Dousse wuchs in Praroman auf. Nach dem Besuch des Collège St. Michel studierte er Französische Literatur an der Universität Freiburg und in Paris. 1953 übernahm er die Freiburger Universitätsbuchhandlung und führte sie unter dem Namen «Librairie Antoine Dousse» bis 1970. Danach war er bis zu seiner Pensionierung 1989 als Lehrer an Privatschulen in Lausanne und Genf tätig.
Seit 1969 wohnte er mit seiner Familie in Romont. Das Vitromusée Romont begleitete er seit der Gründung 1981 als Stiftungsrat und mit einer kleinen Publikation. Aus seinen Tagebüchern veröffentlichte er zwei Bände. Er starb 2006 im Spital von Billens.

## Auszeichnungen
- 1951: Prix Jean Racine
- 1983: Prix littéraire Alexis Peiry

## Werke
- Le Musée suisse du vitrail à Romont. Société de Banque Suisse, 1984.
- Le cours des eaux. Carnets et feuillets sans date. Tome 1: La nuit, la source 1940–1950. Lausanne 1985.
- L’or et le sable. Pages d’un journal 1939–1974. Fribourg 2001, ISBN 2-94029505-0.